# Umberto Martina

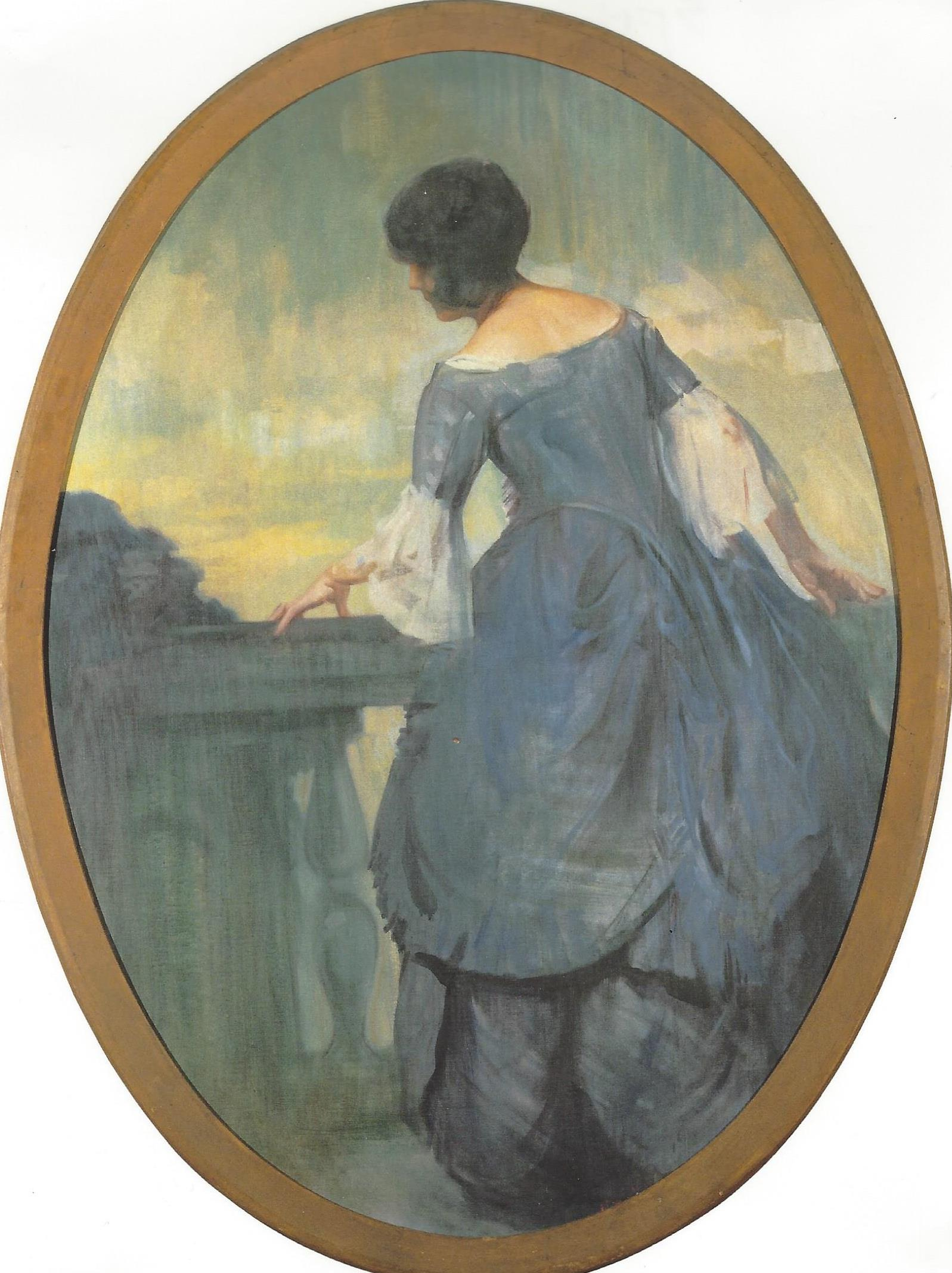
Painting by Umberto Martina; Spring 111x156 cm, circa 1920

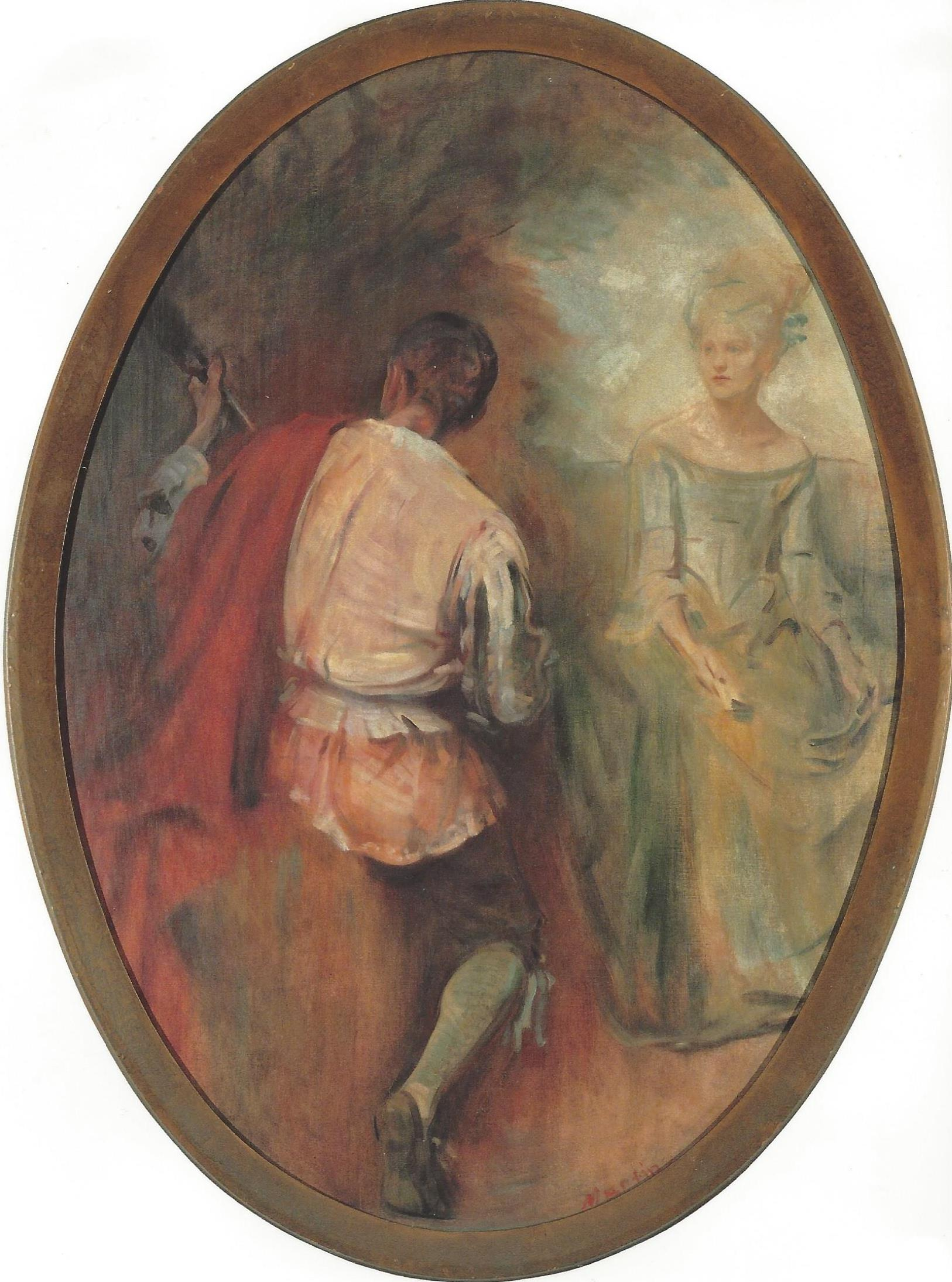
Painting by Umberto Martina; Summer 111x156 cm., circa 1920

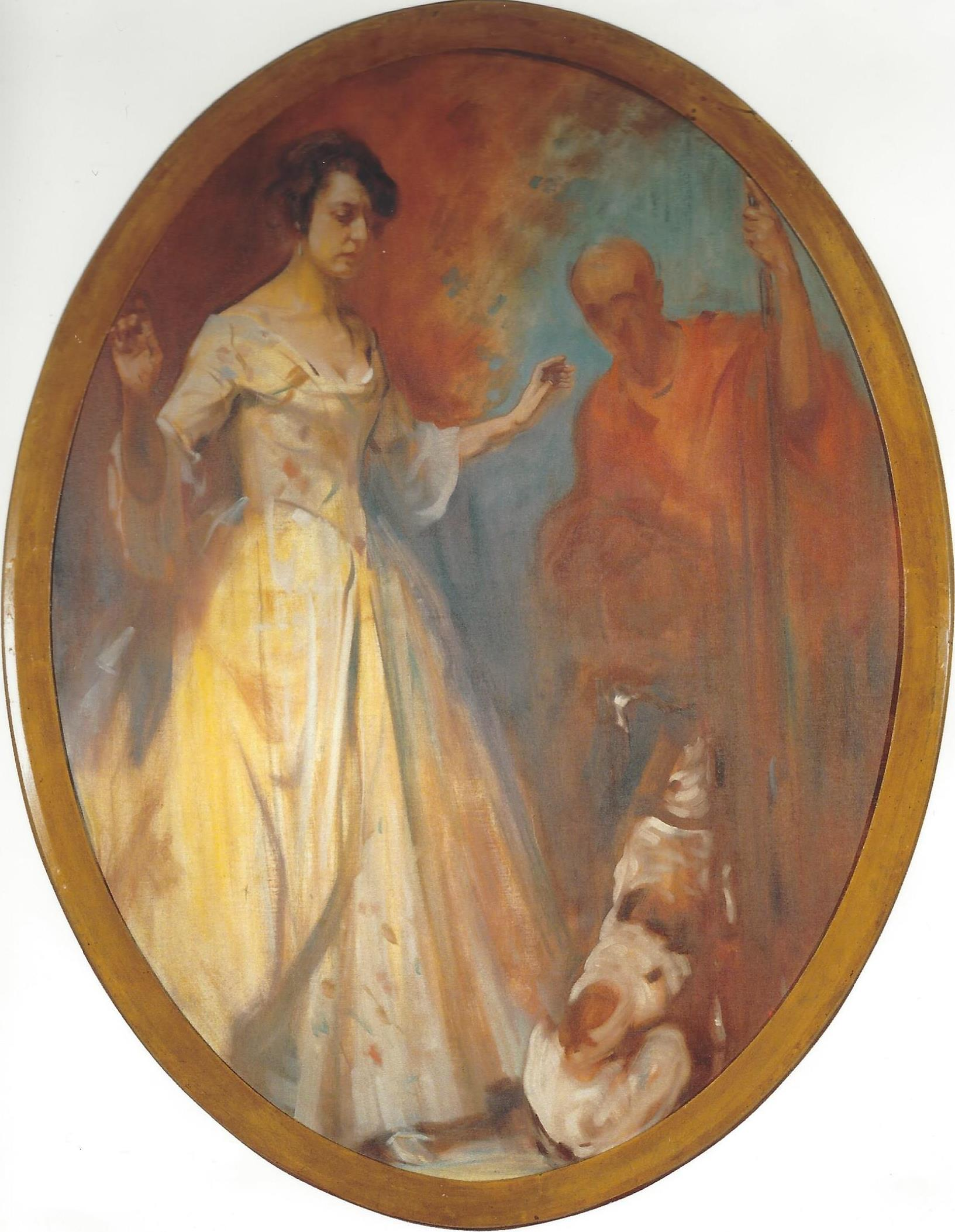
Painting by Umberto Martina; Autumn 111x156 cm., circa 1920

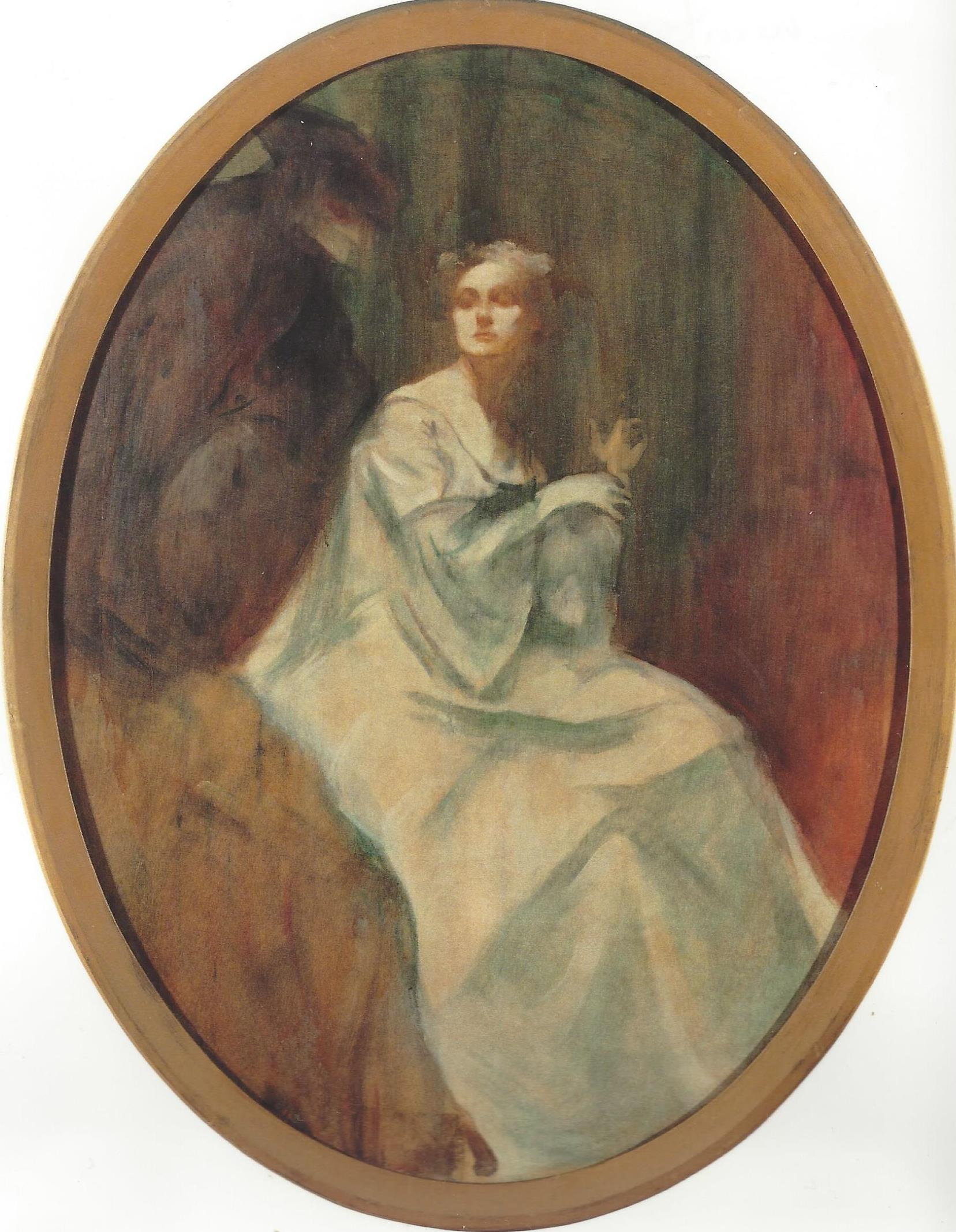
Painting by Umberto Martina; Winter 111x156 cm., circa 1920

Umberto Martina (Dardago, 12 luglio 1880 – Tauriano, 14 gennaio 1945) è stato un pittore italiano, uno dei più importanti artisti friulani della prima metà del '900. Fu anche maestro dei pittori Virgilio Tramontin, più noto come incisore, e Luigi Zuccheri.